# Castelvecchio di Rocca Barbena
Castelvecchio di Rocca Barbena (en ligur Castrevëgio) és un comune italià, situat a la regió de la Ligúria i a la província de Savona. El 2015 tenia 145 habitants.

## Geografia
Té una superfície de 16,14 km² i la frazione de Vecersio. Limita amb Balestrino, Bardineto, Erli, Garessio, Toirano i Zuccarello.

## Evolució demogràfica
| Gràfica d'evolució de Castelvecchio di Rocca Barbena entre 1861 i 2011 |
|                                                                        |
| Font: ISTAT                                                            |